# کلاید (کانزاس)
کلاید (به انگلیسی: Clyde) شهری در ایالت کانزاس کشور ایالات متحده آمریکا است که جمعیت آن در سرشماری سال ۲۰۱۰ میلادی، ۷۱۶ نفر بوده‌است.